# Peter Bossaert
Peter Bossaert (Brugge, 11 mei 1966) is een Belgisch bedrijfsleider en bestuurder. Hij is voorzitter van de raad van bestuur van het maritieme cateringbedrijf IFS (International Food Services NV). Sinds 2017 is hij bestuurder van Lotus Bakeries. Hij was van 2012 tot 2018 CEO van mediabedrijf DPG Media en van 2018 tot 2023 van de Koninklijke Belgische Voetbalbond.

## Levensloop
Peter Bossaert studeerde handelsingenieur aan de Universiteit Antwerpen en werkte vervolgens vijf jaar lang in marketing- en salesfuncties bij Unilever. Nadien ging hij een tweetal jaar aan de slag bij Friesland Campina. 
In 1997 vervolgde hij zijn loopbaan bij VMMa, het bedrijf boven onder meer televisiezender VTM. In 2000 werd hij algemeen directeur radio. Hij lanceerde de radiozenders Qmusic en Joe FM in België en Qmusic in Nederland. In januari 2012 werd hij CEO van Medialaan (voorheen VMMa). Bossaert stond toen aan het hoofd van zowel de tv-, de radio- als de telecomactiviteiten.  Na de overname van de Medialaan-aandelen van Roularta door De Persgroep werd hij CEO van DPG Media, het fusiebedrijf van Medialaan en De Persgroep. 
In april 2018 verliet hij DPG Media, waarna hij van september 2018 tot maart 2023 de functie van CEO van de KBVB opnam.
Eind 2023 nam Peter Bossaert een belang in IFS (International Food Services NV), het onafhankelijke maritieme cateringbedrijf met vestigingen in Antwerpen en Singapore. Hij is er ook voorzitter van de Raad van Bestuur.
Sinds mei 2017 is Bossaert onafhankelijk bestuurder van koekjesfabrikant Lotus Bakeries. Hij verving in deze hoedanigheid Herman Van de Velde.